# 网闸
网闸，又称为物理隔离网闸，可以在TCP/IP协议层的物理层对于多个网络连接进行切换。

## 用途
当一部联网设备需要在多个网络中切换，同时安全级數较高，要求对多个网络进行物理隔离，而非划分VLAN的情况下，则推荐使用网闸。
例如一部連接网絡的電腦，需要使用公司的内聯网（安全环境），也需要上网（不可信环境），同时需要在两者之间互相切换的情况下使用。

## 类型

### 机械网闸
机械网闸为机械开关控制，在插入的两根网线中进行切换，此类网闸使用简单，成本低，纯物理隔离，但是不具备任何管理功能，由使用者手动操作，有难以监管和审计等问题。

### 智能网闸
智能网闸具备一般路由器类似的图形管理界面，根据管理員需求，可以對使用者进行审计和时间控制及管理员进行搖控管理等多种功能。

## 功能
网闸可用于解决目前网络安全存在的下述问题：
- 对操作系统的依赖，因为操作系统有漏洞；
- 对 TCP/IP 协议的依赖，因为 TCP/IP 协议也有漏洞；
- 解决通信连接的问题，内网和外网直接连接，存在基于通信的攻击；
- 应用协议的漏洞，如非法的命令和指令等。

网闸与防火墙有下述很大的不同：
- 防火墙的思路是在保障互联互通的前提下，尽可能安全；
- 网闸的思路是在保证必须安全的前提下，尽可能互联互通，如果不安全则隔离断开。